# 294 км (зупинний пункт, Південна залізниця)
294 кіломе́тр — пасажирський зупинний пункт Полтавської дирекції Південної залізниці на електрифікованій лінії Ромодан — Полтава-Південна між станціями Решетилівка (3 км) та Уманцівка (7 км). Розташований на околиці села Коломак та поблизу села Писаренки Полтавського району Полтавської області.

## Пасажирське сполучення
На платформі 294 км зупиняються приміські електропоїзди сполученням Гребінка — Ромодан — Полтава.